# 330712 Rhodescolossus
330712 Rhodescolossus è un asteroide della fascia principale. Scoperto nel 2008, presenta un'orbita caratterizzata da un semiasse maggiore pari a 2,9294492 au e da un'eccentricità di 0,0748258, inclinata di 10,76880° rispetto all'eclittica.